# 德里亞諾沃市鎮
42°59′N 25°27′E / 42.983°N 25.450°E
德里亞諾沃市，是保加利亞的城鎮，位於該國中部，由加布羅沃州負責管轄，首府設於德里亞諾沃，面積249平方公里，2011年人口9,587，人口密度每平方公里38.5人。